# L'Homme étoilé

## Biographie
Xavier connu de son seul prénom naît le 28 octobre 1984 en Belgique. Il est originaire de Bruxelles. Il est nourri à la bande dessinée. 
Il est étudiant en psychologie, puis il change d'orientation.
Il a le corps couvert de tatouages. Il a ainsi des étoiles sur les bras, en hommage à son arrière-grand-mère ; le prénom de sa fille est sur la main gauche ; les membres de Queen sur les phalanges droites ; un bras consacré à Joseph Merrick, connu par le surnom d’Elephant Man. Il doit son nom de plume à une patiente qui le surnomme ainsi à cause de ses bras tatoués.
Depuis 2017, il publie sur Instagram des tranches de vie de son quotidien avec ses patients. Des moments de joie, partagés avec eux et leurs proches, par la musique, une blague qui réussit à leur donner le sourire ou les faire rire... Il vise à casser les clichés qui collent aux soins palliatifs : « Les soins palliatifs font peur parce que le grand public est mal informé. C’est uniquement associé à la mort. Avant d’y travailler, je m’en faisais la même représentation, 'dans quel mouroir sinistre je vais atterrir ?' Mais beaucoup de patients y séjournent pour équilibrer un traitement et rentrent chez eux. »
Lorsqu'il explique qu’il travaille en soins palliatifs, il est confronté à des mines grises, ce qui le pèse. Il décide alors de se lancer dans le dessin. Il veut montrer au plus grand nombre sa vision de son métier, une vision qui est avant tout humaniste. Il sort une bande dessinée pour rendre hommage à certains résidents qui ont marqué sa carrière : À la vie !, publié dans la collection « Graphic » aux éditions Calmann-Lévy en 2020. Selon La Libre Belgique : « Un roman graphique d’une douce humanité, traversés de jolis clins d’œil (histoire de désamorcer la gravité de certains moments), habité par la bienveillance et beaucoup d’amour. Quand vie et mort se côtoient... »
Dans Je serai là !, il raconte la naissance de sa vocation,,.
En 2023, il réalise son troisième roman graphique Je suis au-delà de la mort ! publié aux éditions Le Lombard. L'année suivante, il sort son quatrième roman graphique Constellation publié chez le même éditeur.
Il vit et travaille à Metz en 2024.

## Œuvre

### Romans graphiques

#### L'Homme étoilé
- 1 À la vie[9],[8] !, Calmann-Lévy, coll. « Graphic », Paris, 8 janvier 2020
Scénario et dessin : L'Homme étoilé - Couleurs : bichromie -  (ISBN 978-2-7021-6732-8),réédition Le Livre de poche en 2021  (ISBN 978-2-253-08203-3).
- 2 Je serai là[4],[6],[5] !, Calmann-Lévy, coll. « Graphic », Paris, 20 janvier 2020
Scénario et dessin : L'Homme étoilé - Couleurs : noir et blanc -  (ISBN 978-2-7021-8066-2),,Mention spéciale du Prix international de la bande dessinée chrétienne d'Angoulême 2022.
- Int. L'Homme étoilé - L'intégrale, Calmann-Lévy, coll. « Graphic », Paris, 13 octobre 2021
Scénario, dessin et couleurs : L'Homme étoilé -  (ISBN 978-2-7021-8328-1),contient des chapitres et des bonus inédits révélant quelques secrets de création.

- Je suis au-delà de la mort[10],[11] !, Le Lombard, Bruxelles, 29 septembre 2023
Scénario et dessin : L'Homme étoilé - Couleurs : Hélia -  (ISBN 978-2-8082-1001-0)
- Constellation[12],[13],[14],[15], Le Lombard, Bruxelles, 19 avril 2024
Scénario, dessin et couleurs : L'Homme étoilé -  (ISBN 9782808213134)

### Interviews
- L'Homme étoilé (interviewé par H.G.), « Xavier, infirmier : "Les soins palliatifs c'est ajouter de la vie aux jours lorsqu'on ne peut plus ajouter de jours à la vie" », La Libre Belgique,‎ 12 octobre 2019 (lire en ligne, consulté le 3 mai 2024)
- L'Homme étoilé (interviewé), « L’Homme étoilé, l’infirmier en soins palliatifs qui dédramatise la fin de vie », Petits Frères des pauvres,‎ 12 février 2020 (lire en ligne, consulté le 3 mai 2024)
- L'Homme étoilé (interviewé par Inès Pons-Teixeira), « Témoignage : Infirmier et dessinateur, L'homme étoilé présente Constellation, "des récits universels, profondément humains" sur la fin de vie », France 3 Grand Est,‎ 14 avril 2024 (lire en ligne, consulté le 3 mai 2024).

### Podcasting
- Les Cases font la Foire - Partie 2 : Jean-Christophe Chauzy, L’Homme étoilé, Anaïs Flogny, Mathilde Ducrest, Olivier Grenson, Wide Vercnocke, Jean-David Morvan, Nicolas Pitz et Yslaire sur Auvio , présentation : Thierry Bellefroid (48 min 16 s), 5 avril 2024.

### Vidéographie
- [vidéo] « Xavier, alias "L’Homme étoilé", infirmier en soin palliatifs : "Dans fin de vie, il y a vie" », sur YouTube
- [vidéo] « Entretien avec "L'Homme étoilé", dessinateur et infirmier en #SoinsPalliatifs. », sur YouTube
- [vidéo] « Infirmier en soins palliatifs, les patients qu'il a accompagnés dans leur fin de vie », sur YouTube
- [vidéo] « L'interview Posthume - L'Homme étoilé », sur YouTube
- [vidéo] « Des Livres et vous avec L'Homme étoilé », sur YouTube